# Isaac Bell House
Isaac Bell House est une maison historique et un National Historic Landmark situé au 70 Perry Street à Newport, à Rhode Island. Aussi connu sous le nom d'Edna Villa, c'est l'un des exemples exceptionnels de l'architecture Shingle aux États-Unis. Il a été conçu par McKim, Mead & White, et a été construit pendant l'âge d'or, lorsque Newport était la station balnéaire de choix pour les familles les plus riches d'Amérique.

## Histoire
Isaac Bell Junior était un courtier et investisseur en coton et le beau-frère de James Gordon Bennett Junior, éditeur du New York Herald. Bell a embauché la firme d'architecture new-yorkaise de McKim, Mead et White pour concevoir son chalet d'été. Connu dans Newport pour la conception du Newport Casino (un complexe athlétique et un centre de divertissement), et plus tard à Boston pour la conception de la Bibliothèque publique de Boston, ils ont également conçu la célèbre Pennsylvania Station à New York. La construction a eu lieu entre 1881 et 1883.
L'histoire du bâtiment consiste à se diviser en appartements et à servir de foyer de soins infirmiers. Avec l'aide de Carol Chiles Ballard, la maison a été achetée en 1994 par la Preservation Society of Newport County, qui a remporté des prix pour sa restauration et qui l'exploite maintenant comme musée.
La Maison d'Isaac Bell a été déclarée un monument historique national en 1997,.

## Conception
Le style Shingle a été mis au point par Henry Hobson Richardson dans son design pour la maison de William Watt Sherman, également située à Newport. Ce style d'architecture victorienne a été populaire à la fin du XIXe siècle et a été nommé après l'utilisation intensive de bardeaux de bois extérieur. La demeure d'Isaac Bell illustre le style à travers ses bardeaux de bois non peints, ses simples détails de fenêtres et garnitures et de multiples porches. Il combine des éléments de la philosophie du mouvement des arts anglais et artisanaux, des détails américains coloniaux et comporte un plan d'étage ouvert à inspiration japonaise et des colonnes de porche à bambous. Les intérieurs incluent des cheminées d'Angleterre, les revêtements muraux en rotin naturels, les panneaux muraux et les planchers en bois à large bande.